# 2010年法國巴黎銀行公開賽
2010年法國巴黎銀行公開賽于2010年3月8日至3月21日在美國印第安維爾斯舉行。

## 冠軍

### 男子單打
伊万·柳比契奇 擊敗  安迪·罗迪克
- 這是他今年第1個冠軍，也是職業生涯第10個冠軍。

### 女子單打
耶萊娜·揚科維奇 擊敗  卡露蓮·禾絲妮雅琪
- 這是她今年第1個冠軍，也是職業生涯第12個冠軍。

### 男子雙打
馬克·洛佩斯 /  拉斐爾·納達爾 擊敗  丹尼尔·内斯特 /  内纳德·齐莫尼奇

### 女子雙打
克薇塔·佩斯克 /  卡塔琳娜·斯雷博特尼克 擊敗  娜佳·彼得罗娃 /  萨曼莎·斯托瑟

## 外部連結
- 官方網站